# فرودگاه شهری بولدر
فرودگاه شهری بولدر (به انگلیسی: Boulder Municipal Airport) یک فرودگاه همگانی بهره‌برداری هوایی با کد یاتا WBU است که یک باند فرود آسفالت دارد و طول باند آن ۱۲۵۰ متر است. این فرودگاه در شهر بولدر، کلرادو کشور ایالات متحده آمریکا قرار دارد و در ارتفاع ۱۶۱۲ متری از سطح دریا واقع شده‌است.